# Capoeira carioca

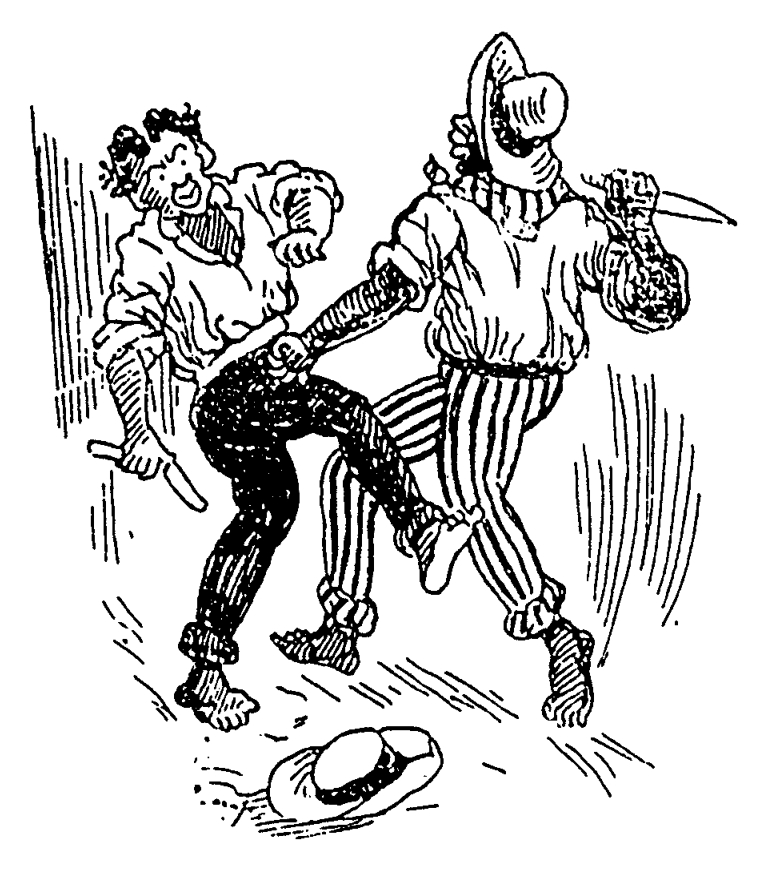
Luta entre dois capoeiras (1925)

A Capoeira carioca foi uma versão de capoeira voltada para luta de rua que existiu no Rio de Janeiro durante o século XIX. Na capoeira carioca, todos os meios disponíveis eram utilizados, incluindo vários tipos de armas, como facas, navalhas, cacetes e facãos. A capoeira desse período também era conhecida como capoeiragem, e seus praticantes eram chamados de capoeiras.
O Rio de Janeiro foi o epicentro da capoeira no século XIX. No início desse século, ela era transmitida principalmente entre escravos negros nascidos na Angola Portuguesa. Africanos estavam massivamente presentes no Rio, realizando seus jogos, celebrações e festivais. Eles formavam suas maltas de capoeira, organizações "fraternas paramilitares" de escravos que defendiam os bairros.
A partir de meados do século XIX, a capoeira começou a se distanciar de sua música e dança, tornando-se essencialmente uma atividade criminosa. Após a Guerra do Paraguai (1865–1870), os capoeiras passaram a se envolver na política. No final do século XIX, a demografia dos capoeiristas no Rio mudou significativamente, com a maioria sendo composta por crioulos (negros nascidos no Brasil), pardos e brancos.
A prática generalizada da capoeira violenta no Rio de Janeiro levou a uma proibição nacional da capoeira. Após a proibição em 1890 e as subsequentes prisões em massa de grupos de capoeira, esse estilo de capoeira foi, em geral, extinto. A capoeira contemporânea vem da tradicional capoeira Angola, preservada na Bahia. A capoeira Angola, por sua vez, vem do Engolo, arte marcial angolana (precursora da capoeira).

## Técnicas
Mello Moraes Filho ficou maravilhado com as habilidades da capoeira, atribuindo-lhes quase capacidades sobre-humanas:

Um capoeirista que se apresenta diante do seu rival salta, faz cambalhotas, ataca, evita, pula, engana. Ele usa suas pernas, cabeça, mãos, faca e navalha quase simultaneamente. É bastante comum que um deles derrote dez ou vinte adversários.
O jornalista Luís Edmundo também descreveu a incrível agilidade do capoeirista:

Ele corre, recua, avança, gira — rápido, cauteloso e decisivo. É rápido, volátil como líquido, e tão esquivo quanto um pensamento, como um raio. Avança e recua, reaparece e desaparece num piscar de olhos. Todo seu poder está em sua incrível coordenação.
A capoeiragem do final do século XIX, ligada às lutas de rua, era uma arte marcial mista, combinando cinco técnicas principais de combate: Cabeçada, chutes com os pés, golpes com a mão aberta, técnicas com lâminas e técnicas com bastão. Havia também algumas técnicas de socos e luta corporal.

### Chutes

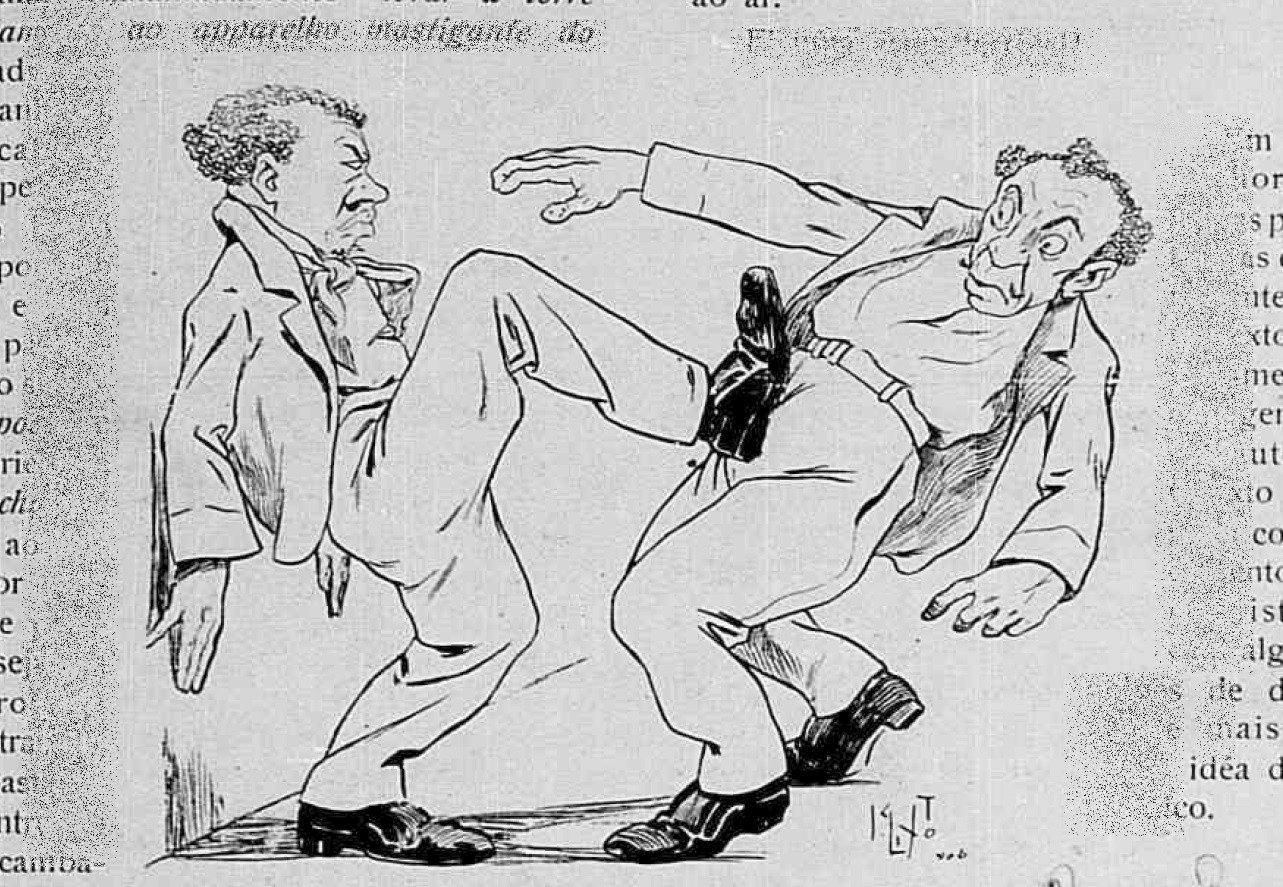
Caricatura da capoeira carioca, usando o chute meter o andante

O repertório de chutes da capoeira carioca estava principalmente ligado a chutes invertidos, como o rabo de arraia e o pentana. O rabo de arraia era executado virando o corpo e pivotando uma perna para golpear o adversário, enquanto o pentana consistia em virar o corpo e usar ambos os pés para empurrar o peito do adversário.

### Cabeçadas
As Cabeçadas eram a técnica principal dos capoeiras, segundo registros policiais. Um visitante inglês ao Rio escreveu em 1826 sobre essa técnica letal:

Eles não precisam de Estilete, ferro de gaiola ou qualquer outra arma. Em lugar disso, usam apenas a cabeça; e com ela, batem como touros no peito da vítima. Vi um oficial de campo que fora assassinado dessa forma e jogado por cima do muro em seu jardim, onde sua família o encontrou pela manhã: a parte superior do corpo estava achatada como se o instrumento da morte tivesse sido um malhete.
A importância da cabeçada fica evidente nos diferentes nomes para diferentes tipos de cabeçada. Por exemplo, o caveira no espelho, que significa "caveira no espelho", referia-se a um golpe de cabeça em pé direcionado ao rosto, enquanto o cocada indicava um golpe ascendente sob o queixo.

### Técnicas com lâmina
Entre as principais técnicas com lâmina da capoeira estava a lamparina (lâmpada de óleo), um ataque especial com navalha reta à artéria do pescoço da vítima.

### Técnicas anti-lâmina
Os capoeiristas usavam a agilidade ao estilo angolano para se defender contra armas brancas, permitindo que mestres desarmados enfrentassem com confiança oponentes armados. As técnicas anti-lâmina da capoeira do Rio incluíam a espada, um chute circular para desarmar o adversário que segura uma faca, e o suicídio, que visa chutar as pernas do oponente, fazendo com que ele se mate com a própria lâmina:
Este golpe é único e terrível porque se o inimigo estiver armado com punhal ou faca, ele invariavelmente se mata.— Anibal Burlamaqui, Ginástica nacional (capoeiragem), 1928

### Técnicas com bastão

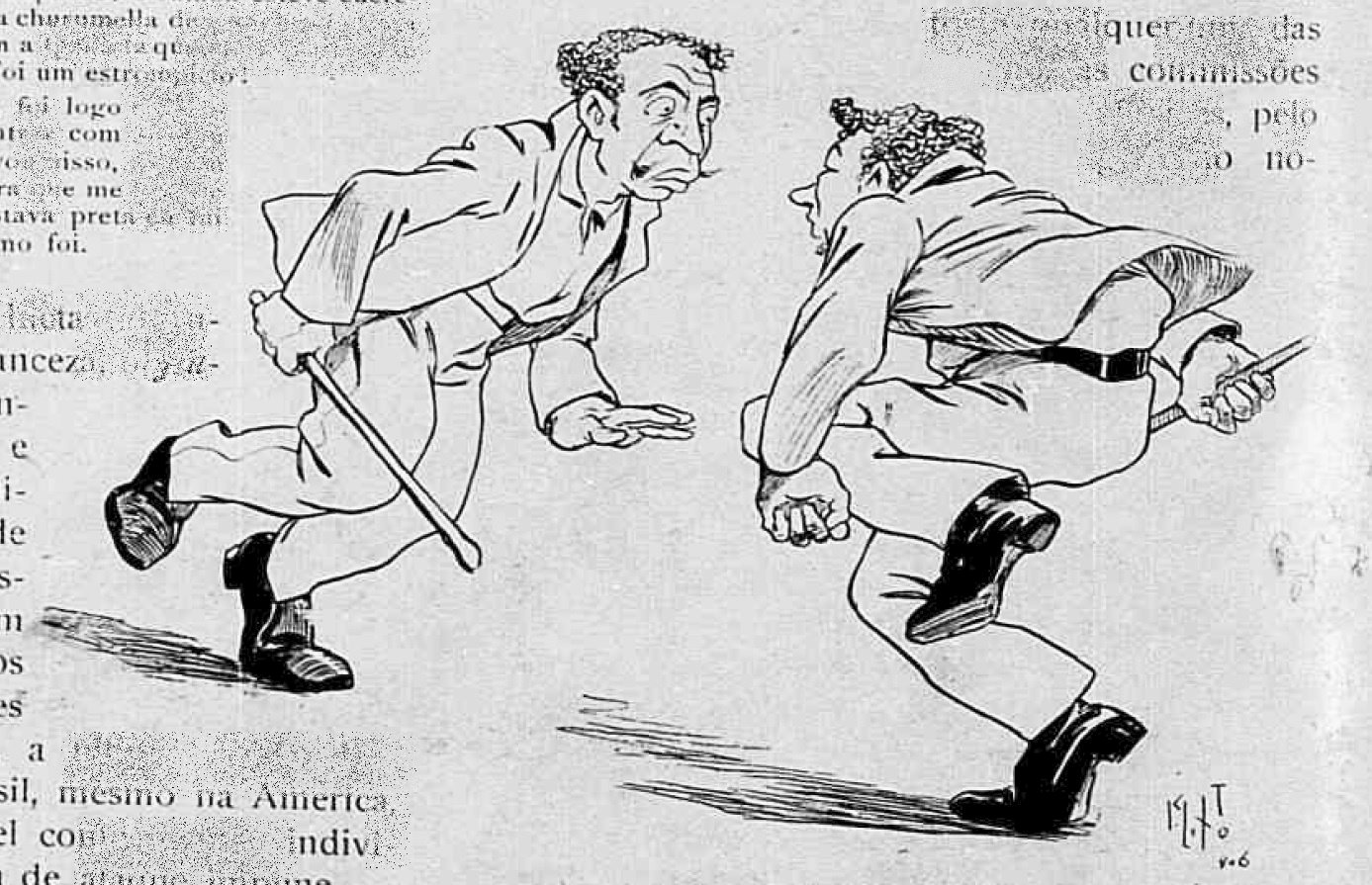
Caricatura da capoeira carioca, usando o golpe peneiração

Novas realidades de combate surgiram quando os portugueses, particularmente os marinheiros, trouxeram a tradição marcial do jogo do pau para o Brasil. Ela envolvia o uso de um bastão longo, segurando pela ponta estreita para golpear, o que podia causar golpes letais.
Para enfrentá-lo, os capoeiras usavam duas táticas. Quando desarmados, confiavam na agilidade defensiva para desgastar o usuário do bastão, induzindo-o ao erro e criando uma abertura para explorar. Os capoeiras também começaram a afiar seus bastões curtos para contrariar a ameaça.

## Contexto
No início do século XIX, novos visitantes ao Rio de Janeiro poderiam confundi-lo com uma cidade africana. Cerca de dois terços da população do Rio tinham ascendência africana, sendo que quase 80% deles eram originários de Angola. A população escravizada, inicialmente de 12.000 em 1808 (cerca de 20% da população urbana), rapidamente aumentou para mais de 36.000 em 1821, constituindo aproximadamente 45% dos residentes da cidade.
Em 1808, o príncipe Dom João VI, junto com a corte real, transferiu-se para o Rio de Janeiro. Devido ao crescimento da cidade, mais escravizados foram trazidos para trabalhar nas manufaturas. Escravos urbanos viviam sem supervisão direta, e sua principal tarefa era gerar renda para seus senhores. Africanos estavam muito presentes nos espaços públicos, com frequentes danças, festas e procissões. Muitas de suas atividades, como a capoeira, as religiões africanas e o batuque, eram reprimidas e perseguidas. O chefe da nova Guarda Real de Polícia, major Vidigal, notório perseguidor de capoeiristas, era ele próprio um excelente capoeirista.

## História
A capoeira era praticada em sociedades fechadas de africanos escravizados, embora as autoridades coloniais a punissem severamente. O termo capoeira é mencionado pela primeira vez em 1789, como "o mais grave dos crimes", em um registro judicial que relata como um jovem chamado Adão foi severamente punido com 500 chibatadas por ser capoeira:
Ocorreu uma briga entre capoeiras, e um deles foi assassinado. De acordo com a lei do reino, o mais grave dos crimes era a prática da capoeiragem [...] Adão era inocente em relação à acusação de assassinato, mas sua condição de capoeira foi confirmada. Como punição, ele deveria receber quinhentas chibatadas e dois anos de trabalhos públicos.— Um registro judicial de 1789.
Nos grupos de capoeira, conhecidos como maltas, o conhecimento da capoeira era preservado e transmitido.

### Um jogo violento de escravos

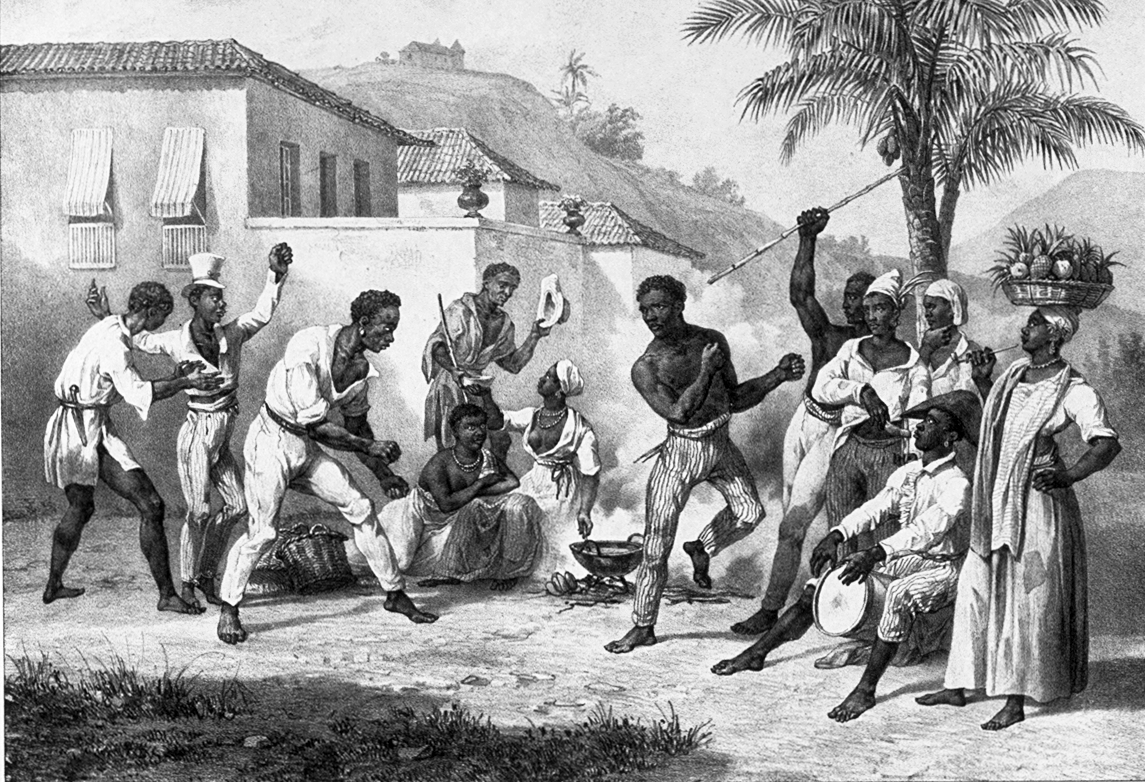
Jogando capoeira ou dança de guerra, entre 1822 e 1824, por Rugendas

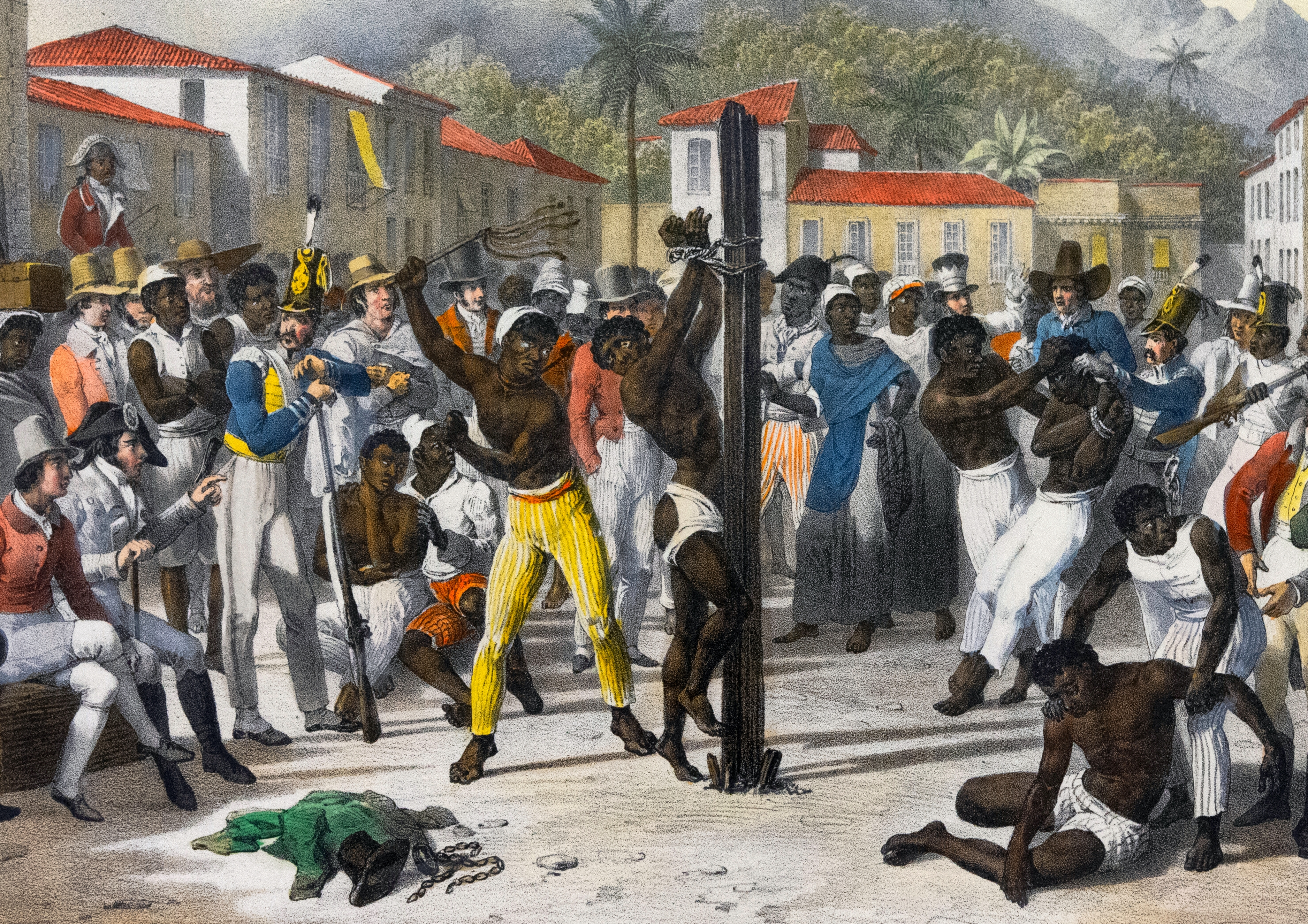
Chibatadas públicas de Negros na Praça de Santa Ana, entre 1822 e 1824, por Rugendas.

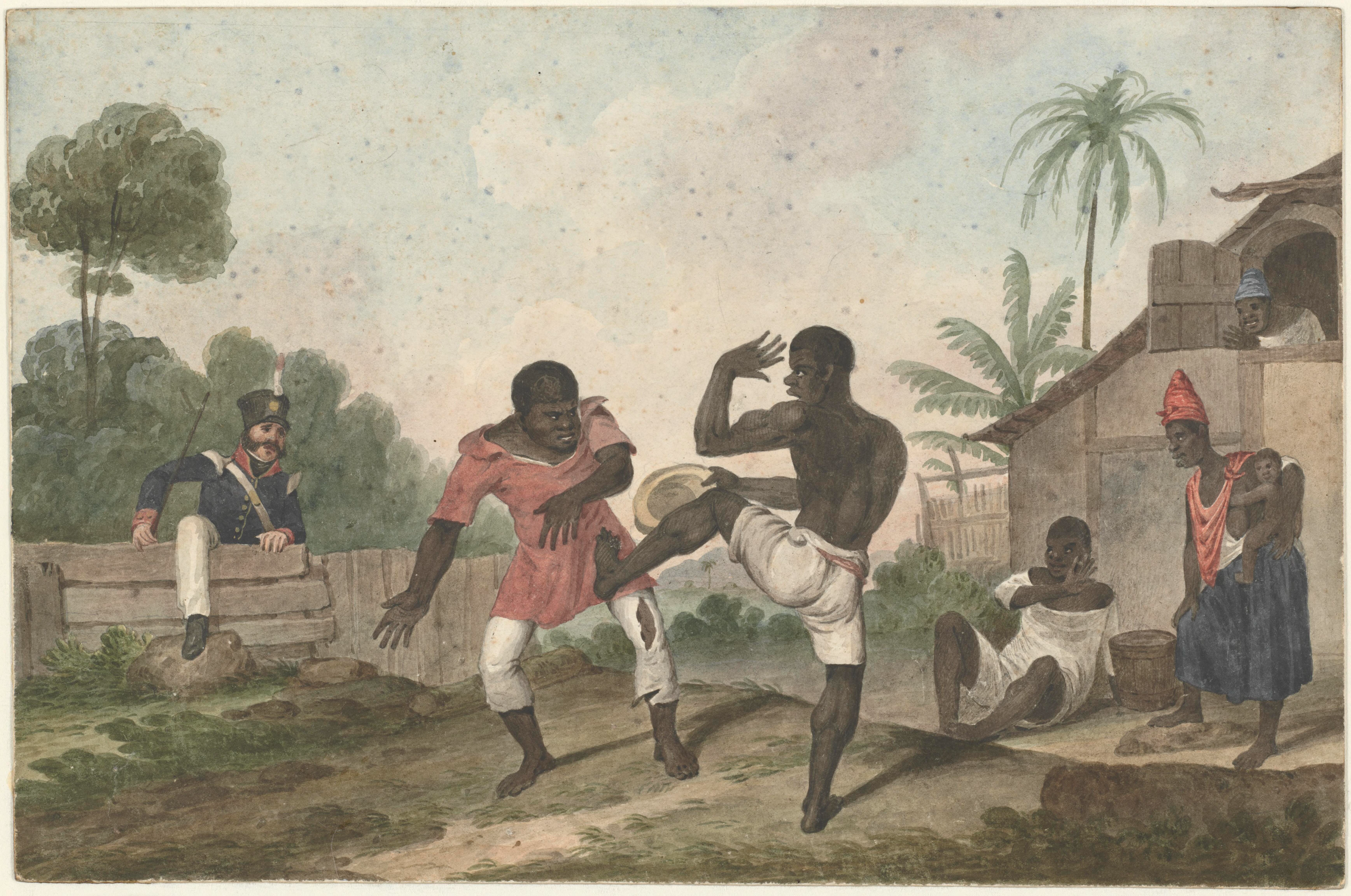
Capoeira, Brazils, por Augustus Earle, c. 1822, retratando uma capoeira ilegal.

Em 13 de dezembro de 1811, um grupo de capoeiras atacou a polícia (Corpo de Permanentes). Esses capoeiras, armados com facas, tinham a intenção de resgatar à força um de seus camaradas presos pelos guardas da cadeia.
Entre 1812 e 1814, a capoeira no Rio de Janeiro viu um aumento dramático no uso de navalhas, de menos de cinco casos em 1812 para cerca de quarenta em 1814. Em 30 de setembro de 1812, o escravo Pedro Benguela foi preso por jogar capoeira com uma navalha na praça Carioca e condenado a 100 chibatadas. Em janeiro de 1813, outros três praticantes de capoeira foram acusados: um recebeu 200 chibatadas, outro 50 e o terceiro 200.
Em março de 1814, o chefe de polícia avistou capoeiras violentos nas ruas, no momento em que o príncipe João passava. Eles estavam "com facas e paus e com as fitas que às vezes usam para sair, causando grande tumulto e gritaria".
Em março de 1814, o chefe de polícia avistou capoeiras violentos nas ruas, no momento em que o príncipe João passava. Eles estavam "com facas e paus e com as fitas que às vezes usam para sair, causando grande tumulto e gritaria".
Parece que as vestimentas típicas dos capoeiras desse período incluíam chapéu e fitas coloridas. Muitos capoeiras presos usavam fitas coloridas, especialmente amarelas e vermelhas, associadas às religiões Kongo/Angola. Em 13 de dezembro de 1814, dois escravos africanos foram presos por jogar capoeira e usar fitas coloridas. O escravo africano Bernardo Moçambique foi preso em 14 de março de 1815 por "jogar capoeira, portar uma navalha e amarrar uma fita vermelha a um mastro." Três dias depois, o escravizado africano João Congo foi preso por jogar capoeira e por portar um cajado, uma faca e fitas. Eles também costumavam usar chapéus ou bonés. Esses itens podem ter simbolizado sua identidade étnica, embora não esteja claro se indicavam filiação a gangues.
Em 1816, a polícia relatou que capoeiras negros, especialmente na Rua Direita, causavam distúrbios e lançavam pedras durante seus jogos na cidade.
Em 25 de julho de 1817, dois capoeiristas, José Benguela e Joaquim Augusto, foram presos, sendo um encontrado com uma faca afiada (faca de ponta) e o outro portando um estoque. Em 1817, a polícia declarou penalidades rigorosas para a posse de facas, e o mesmo para aqueles "assobiando e com paus", incluindo 300 chibatadas (apenas para escravos) e três meses de trabalhos forçados:

A mesma penalidade será aplicada a todos aqueles que vagarem pela cidade, assobiando e com paus, cometendo desordem na maioria das vezes sem objetivo, e que são bem conhecidos pelo nome de capoeiras, mesmo que não provoquem ferimentos ou morte ou qualquer outro crime […] 
Assobios eram a forma como os capoeiristas sinalizavam uns aos outros. Em 1817, um oficial ordenou a prisão de "todos os negros e mulatos" que "se divertem em jogos de capoeiragem" em sete locais diferentes da cidade.
Em 4 de fevereiro de 1818, cinco escravos jogando capoeira foram capturados portando navalhas. No mesmo ano, outro escravo africano foi preso por jogar capoeira e "usar um chapéu de palha branco com uma grande fita amarela e vermelha amarrada à sua copa".
Em 15 de janeiro de 1819, o escravo Alexandre Moçambique foi preso por praticar capoeira e condenado a três meses de prisão com 300 chibatadas. Em 25 de novembro de 1819, o escravo José Angola foi preso por jogar capoeira e foi reconhecido como líder de capoeiras.
Em 3 de janeiro de 1820, o escravo Joaquim Angola foi preso por portar uma navalha e um "cajado de capoeira". Em 20 de março de 1820, Bernardo Mina foi preso, mas seu amigo Estanislao tentou resistir à prisão, convocando seus camaradas capoeiras para ajudar. Eles lançaram pedras contra a patrulha e a cercaram em uma tentativa malsucedida de libertar os capoeiristas. Em 28 de fevereiro de 1820, os escravos Francisco Rebolo e José Ganguela foram presos "por estarem em uma reunião de capoeiras e usarem chapéus vermelhos — um símbolo da capoeira."
Em janeiro de 1821, o escravo Ignácio Mossange jogou capoeira com uma navalha e foi condenado a 300 chibatadas e três meses na penitenciária.
Em dezembro de 1821, após "seis mortes e muitos ferimentos por faca", o comitê militar exigiu publicamente a punição severa dos capoeiras negros presos pela escola militar e se opôs à sua soltura, pressionada pelos proprietários de escravos. Entre 1810 e 1821, de um total de 4.853 prisões, 438 estavam relacionadas à capoeira. Em 6 de fevereiro de 1822, o imperador Pedro I prometeu quatro dias de licença a qualquer soldado que capturasse um capoeirista.
Entre 1822 e 1824, o pintor alemão Johann Moritz Rugendas descreveu o jogo da capoeira:

Dois competidores se enfrentam, cada um tentando golpear o peito do adversário com a cabeça e derrubá-lo. Eles dão cambalhotas e pausas enquanto iniciam um ataque. Às vezes, ficam como bodes, batendo as cabeças um no outro. O jogo muitas vezes se transforma em uma briga selvagem quando facas são sacadas e o sangue é derramado.— Johann Moritz Rugendas
Em 17 de abril de 1824, artes marciais foram usadas para resgatar membros capturados do quilombo nos arredores da cidade do Rio. A resolução de 30 de agosto de 1824 ordenou que capoeiras negros presos trabalhassem na represa em vez de serem castigados com chibatadas. Em dezembro de 1824, a polícia reportou grandes distúrbios causados por capoeiras negros aos domingos e feriados, resultando em facadas, ferimentos e furtos.

### Supressão da revolta dos mercenários

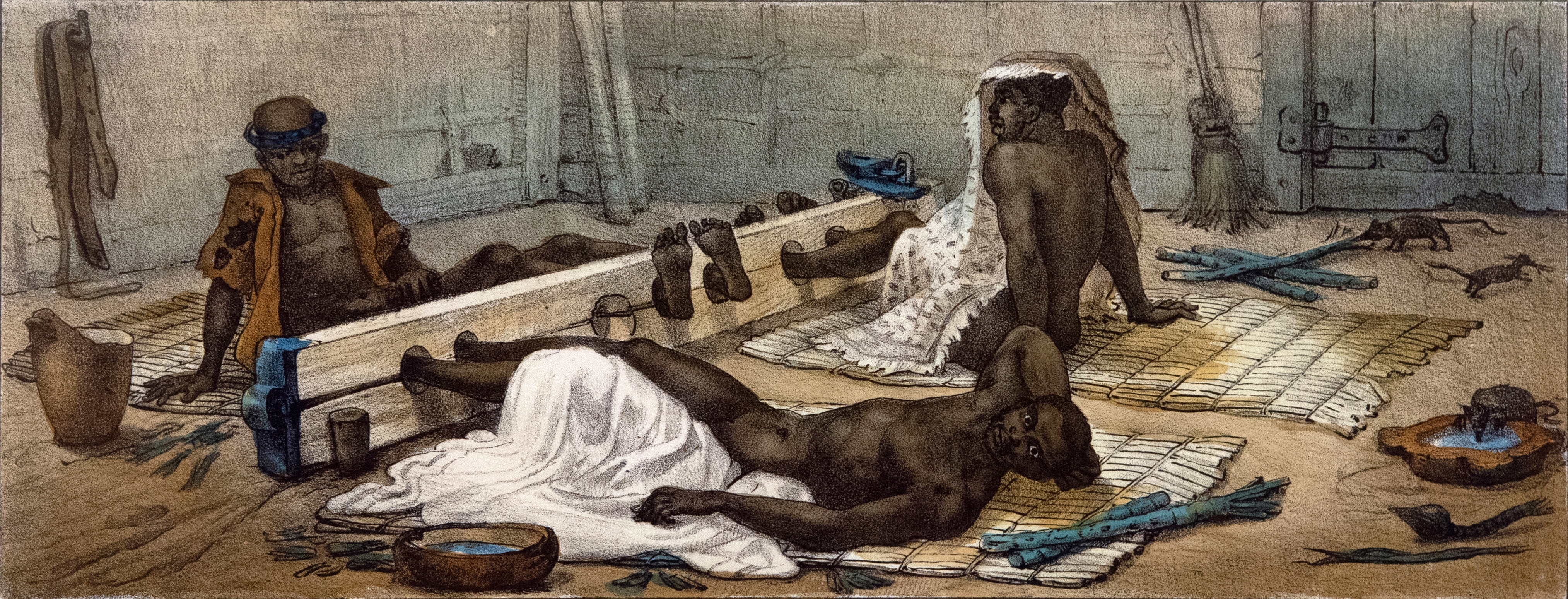
Negros na prisão, circa 1830, por Debret

Em junho de 1828, eclodiu a revolta dos mercenários alemães e irlandeses. Eles avançaram em direção ao palácio do rei, provocando tumultos em toda a cidade até 10 de junho. Embora a tradição sugira que o major Vidigal convocou os capoeiras, pode ter sido apenas uma oportunidade para lutarem contra os brancos estrangeiros durante o caos. Um dos testemunhos escreveu:
Muitos alemães em São Cristóvão conseguiram se reunir em um local. Aqueles que não conseguiram foram confrontados por um grupo de capoeiras negros e engajaram em combate mortal. Mesmo quando posicionados e armados com rifles, os rebeldes não resistiram aos punhos, pedras e paus. Eles caíram nas ruas e praças públicas, feridos ou mortos.
Um observador alemão afirmou que os escravizados ganharam uma autoconfiança equivalente a cinquenta anos em apenas três dias, ao sentirem seu poder recém-descoberto. Após a repressão do motim, o Comissário de Polícia emitiu um edital proibindo todos os negros, especialmente os escravizados, de portarem qualquer tipo de arma.
Em 1829, uma lei limitou o número de chibatadas que um escravo poderia receber por dia a cinquenta. No entanto, exceções foram feitas para duas grandes ameaças ao sistema: os quilombolas e os capoeiras, que eram publicamente açoitados em pelourinhos nas praças do Campo de Santana, como forma de dissuasão.
Alguns editais foram emitidos em 1830 para regulamentar atividades africanas indesejadas, incluindo reuniões, jogos, rituais, nudez e capoeira:

especialmente aqueles que proíbem reuniões de escravizados ou sua participação em funerais com ritos supersticiosos que envolvam aglomeração, ações depravadas e expressões verbais lascivas. Essas ordens também abrangem proibições contra aglomerações e jogos em tavernas, ruas e praças públicas, bem como regulamentos sobre a nudez de escravizados ou o descarte de lixo nas praças e ruas. Além disso, tratam de questões relacionadas aos capoeiras e à revista de escravizados para impedir o uso de armas e paus.

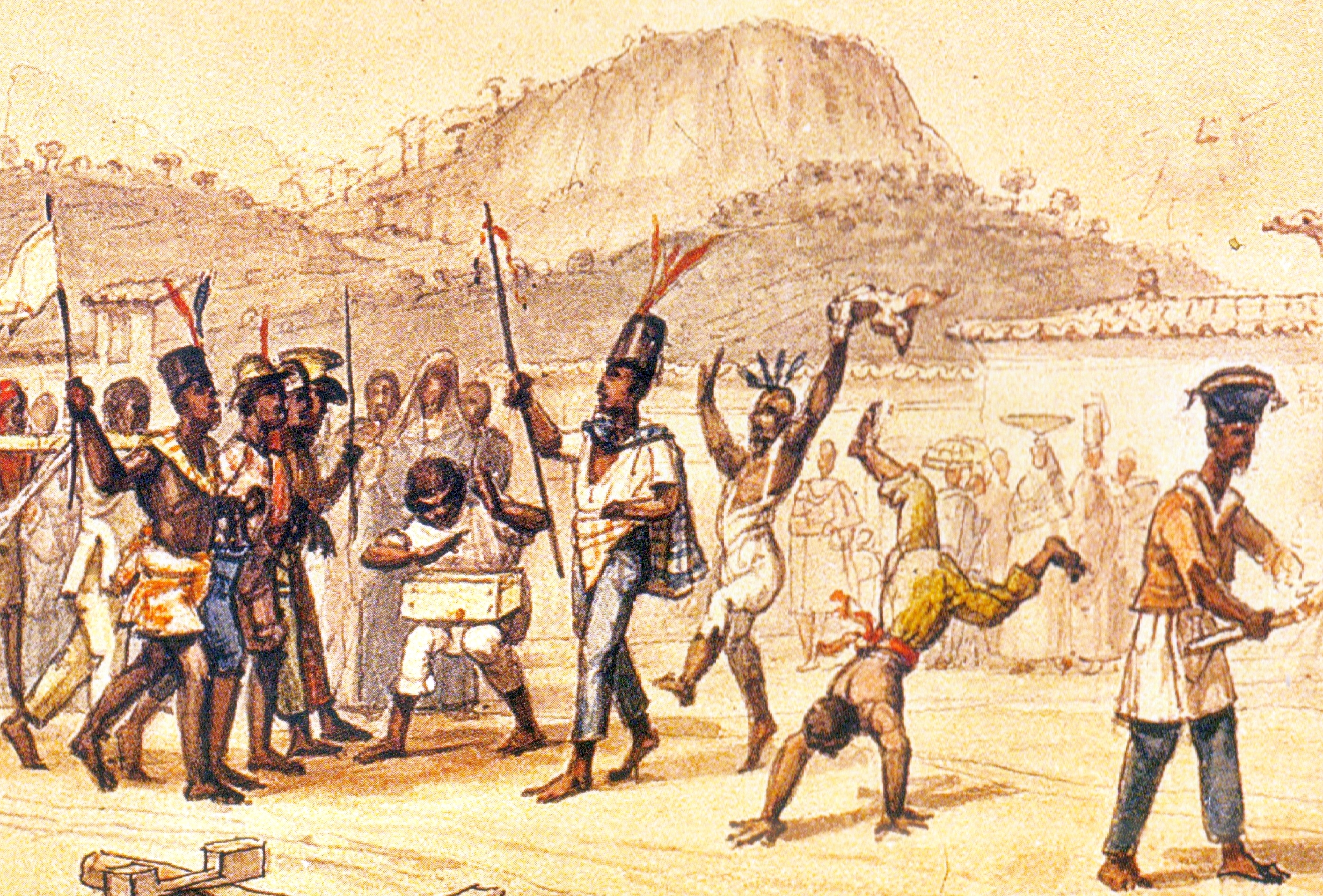
A Funeral Procession for the Son of a Black King, por Debret, c. 1835 (detalhe)

Em 26 de julho de 1831, diversos grupos de capoeira, organizados em uma unidade com mais de 200 negros e mulatos, atacaram uma patrulha da guarda municipal, composta por homens de status, tendo como alvo principal o chefe da patrulha. Eles travaram uma batalha no bairro do Catete, apedrejando o líder da patrulha. Após o confronto, dividiram-se em facções distintas e se dispersaram em direções opostas. A razão do ataque é desconhecida, mas é provável que buscassem vingança por alguma injustiça percebida. Este incidente sugere um alto nível de organização entre os grupos de capoeira. No dia seguinte, o Inspetor Geral da Polícia recomendou o treinamento e a autorização de cidadãos leais para usarem armas de fogo no auxílio à polícia na captura de capoeiras e outros criminosos. Pouco tempo depois, foi fundada a Guarda Nacional.
Em 16 de novembro de 1832, o inspetor de polícia relatou que capoeiras negros e indivíduos semelhantes escondiam lanças e outras armas em marimbas, pedaços de cana-de-açúcar e cabos pequenos de chicotes negros feitos localmente.
Em junho de 1833, o Chefe de Polícia do Rio de Janeiro expressou preocupação com a audácia dos capoeiras, o que levou a incidentes de apedrejamento no Campo de Santana. Em 18 de novembro de 1833, dois homens negros foram mortos a facadas, e outros dois feridos relataram terem sido atacados por capoeiras.

### Aumento da violência associada à capoeira
Não estudei pra ser padre

Nem tampouco pra doutor

Eu estudei foi capoeira

Pra bater no inspetor

(Canção de capoeira do Rio de Janeiro, século XIX) 
Por volta da década de 1840, as autoridades notaram mudanças dentro da comunidade capoeirista, o que levou à adoção de nova terminologia. Os termos "escravos capoeiras" e "negros capoeiras" foram substituídos por "capoeiras" e "grupos de capoeira". Esses grupos eram bem organizados e hierarquicamente estruturados.
A partir da década de 1840, a maioria dos capoeiras capturados passou a ser enviada para a Marinha. Em 3 de março de 1842, o comissário de polícia escreveu ao almirante alertando que o envio de cinco capoeiristas à Marinha poderia causar uma grande revolta:
Envio a Vossa Senhoria os seguintes homens e solicito que sejam alistados para servir na Marinha: Feliciano Francisco, trabalhador; Inácio Viegas Tourinho, vendedor de galinhas; Francisco Peçanha, vendedor de galinhas; Emigídio Marcus, trabalhador; e Domingos Antônio Pereira, trabalhador diarista — todos negros de Minas — que vivem em uma área densamente povoada. Isso pode ter provocado uma súbita e grande aglomeração de capoeiras, o que exigiu a intervenção da polícia. Acredito que o melhor seja separar esses homens e oferecer-lhes um futuro diferente.

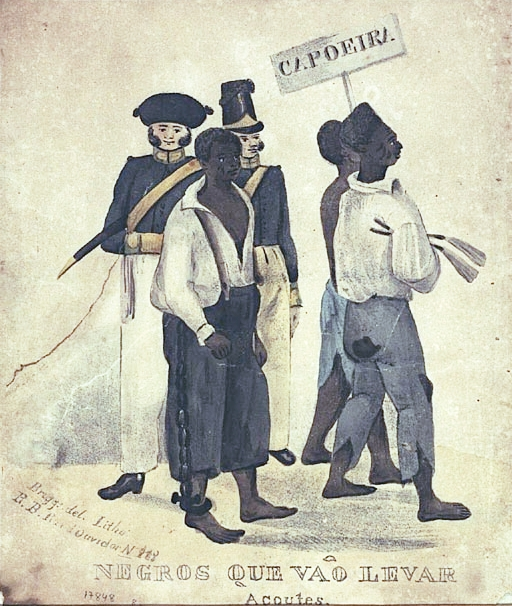
Negros capoeiras indo ser açoitados, por Briggs, c. 1840.

Em 14 de maio de 1847, o comandante do quarteirão do Campo de Santana viu quatro capoeiras correndo, brandindo facas e perseguindo um homem negro que fugia e "assobiava com toda a força". Ao chegarem à divisa do bairro, a perseguição cessou. Em junho de 1849, uma patrulha policial teve dificuldades para prender dois capoeiras que resistiram com golpes. Após a prisão, a patrulha foi cercada por companheiros dos detidos, que os atacaram com pedradas.
No Rio, desde 1850, surgiram os crioulos — filhos de africanos escravizados, nascidos no Brasil e falantes nativos do português. Os crioulos livres e os brancos eventualmente se tornaram os líderes das gangues de capoeira. Por volta da metade do século, assassinatos e ferimentos tornaram-se mais frequentes na guerra por território.
Segundo Filho, o status de liderança só era alcançado por aqueles "cuja bravura não podia ser superada". O reverendo James Fletcher, que visitou o Rio durante a década de 1850, caracterizou os líderes da capoeira como aqueles com o maior número de pessoas mortas. Em 1853, o comissário de polícia escreveu ao ministro da Justiça sobre o recente massacre ocorrido na freguesia de Santa Ana:
É interessante que a razão desses crimes não seja vingança nem roubo, mas o prazer de ver o sangue correr. Os autores dizem que o desejo de provar o metal os leva a cometer esses atos de violência. São vulgarmente conhecidos como capoeiras. Em uma única tarde de fevereiro, esses canalhas assassinaram sete pessoas no bairro de Santa Ana. 

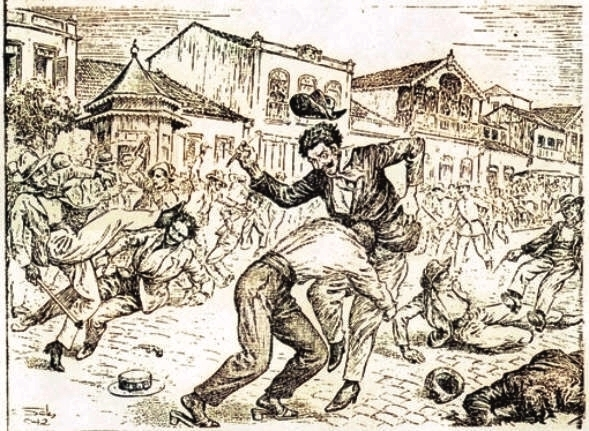
Uma gravura mostrando Manduca da Praia em meio a uma batalha de rua entre capoeiras no Rio.

Em 1857, Kidder e Fletcher descreveram os capoeiras como "membros de algum tipo de sociedade secreta, onde toda a glória vai para quem destrói mais vidas". Em 19 de janeiro de 1859, o Ministro da Justiça declarou que os capoeiras aproveitam os dias de festa para suas "corridas", cometem crimes e intencionalmente aterrorizam os cidadãos pacíficos. O folclorista Mello Moraes descreveu como os capoeiras interrompiam violentamente eventos públicos no Rio de meados do século XIX:
Às vezes, interrompendo o curso de uma procissão ou o passo de um desfile, ouvia-se, juntamente com os gritos das senhoras fugindo apavoradas, das negras levando o sinhô-moço no colo, dos pais procurando refúgio para esposa e filhos, o horrendo ‘Fecha! Fecha!’. Os caxinguelés [aprendizes de capoeira] voavam na frente, a capoeiragem explodia sem freios, e o pandemônio resultava em cabeças quebradas, postes de luz destruídos, facadas e mortes. 
Alguns capoeiras eram empregados em órgãos públicos, como a polícia, o corpo de bombeiros e a Guarda Nacional. Em 19 de janeiro de 1859, o ministro reclamou que, em seu tempo livre, muitos soldados tiravam o uniforme e praticavam capoeira. Em 1859, o comissário de polícia solicitou a dispensa do violento capoeirista Felisberto do Amaral da Guarda Nacional:
O homem é muito perigoso e é conhecido como o chefe dos capoeiras que se reúnem no bairro de Santa Rita. Foi ele quem atirou uma pedra e feriu o policial Lúcio Feliciano da Costa na cabeça durante a perseguição a um grupo de capoeiras.
Dados policiais de meados do século XIX mostram que a capoeira era o principal motivo das prisões:
"Dos 288 escravizados que entraram na prisão do Calabouço durante os anos de 1857 e 1858, 80 (31%) foram presos por capoeira, e apenas 28 (10,7%) por fuga. De um total de 4.303 prisões na cadeia policial do Rio em 1862, 404 detidos — quase 10% — haviam sido presos por capoeira."
A punição padrão para capoeiras presos era o açoitamento (apenas para escravos) e o trabalho forçado nos estaleiros.

### Guerra do Paraguai (1864–1870)
Muitos capoeiras foram enviados para a Guerra do Paraguai (1864–1870) e receberam promessas de liberdade e privilégios em troca. A polícia usava o recrutamento como forma de limpar a cidade dos capoeiras.
Batalhões de capoeira eram formados por capoeiristas que foram forçados a se alistar nas ruas ou nas prisões. Esses batalhões eram especializados em invadir e conquistar trincheiras e embarcações inimigas utilizando principalmente armas brancas, como baionetas, facões e espadas. Os capoeiristas eram tão ferozes e eficazes em combate que ganharam a reputação de Guerreiros do Brasil.
A guerra elevou indivíduos marginalizados à condição de heróis, e líderes de gangues passaram a ser associados a pessoas influentes. Em dezembro de 1869, a polícia militar prendeu um grupo de capoeiras nas proximidades do palácio do rei. Uma investigação revelou que quatro deles eram policiais militares.
Após a guerra, só no Rio de Janeiro, 2.900 escravizados foram libertos por sua participação no conflito, entre eles muitos capoeiras.

### Capoeira e violência política

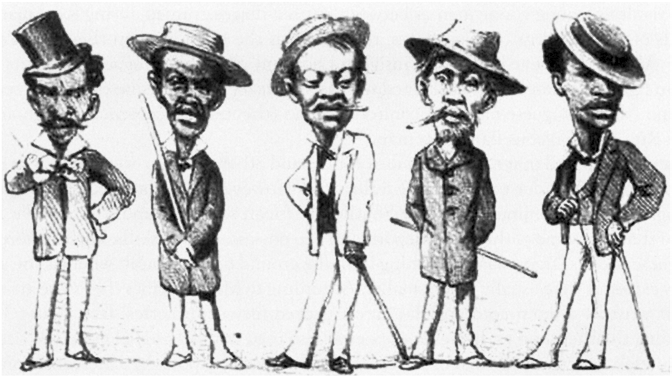
Caricatura ridicularizando o recrutamento de capoeiras para a polícia promovido pelo Partido Conservador (1885). Note o uso de cacetes.

Após a guerra, muitos capoeiristas passaram a se associar a políticos no poder, comprando votos e intimidando eleitores para o Partido Conservador. Ao recorrer à violência contra eleitores da oposição, essas gangues garantiam impunidade em seus domínios territoriais.
Na década de 1870, as gangues de capoeira formaram duas principais maltas: Nagoas e Guaiamos, organizadas pelas freguesias da cidade. Os Guaiamús tinham festas como São Francisco, Santa Rita, Ouro Preto, Marinha e São Domingos de Gusmão. Sua cor era o vermelho. Os Nagoas celebravam festas como Santa Luzia, São José, Lapa, Sant'Ana e Moura. Sua cor era o branco. Muitos trabalhadores que usavam essas cores eram frequentemente alvo de violência. Esses grupos tinham líderes, auxiliares, policiais e soldados de base, revelando princípios militares na cultura das gangues. Além disso, muitos capoeiras atuavam como policiais, guardas nacionais ou soldados. Soares sugere que os Guaiamus eram mestiços, enquanto os Nagoas eram majoritariamente negros de origem africana. Assunção contesta essa suposição, argumentando que africanos e crioulos estavam presentes em todas as freguesias da cidade.
Ambas as maltas realizavam exercícios dominicais regulares, com golpes de faca e navalha:
Os capoeiras mais famosos serviam de instrutores para os novatos. A princípio, os golpes eram ensaiados com a mão limpa; quando o discípulo tirava proveito das lições, passava-se a ensaiar com armas de pau e, por fim, utilizavam-se as lâminas reais, tornando o local dos exercícios frequentemente sangrento.

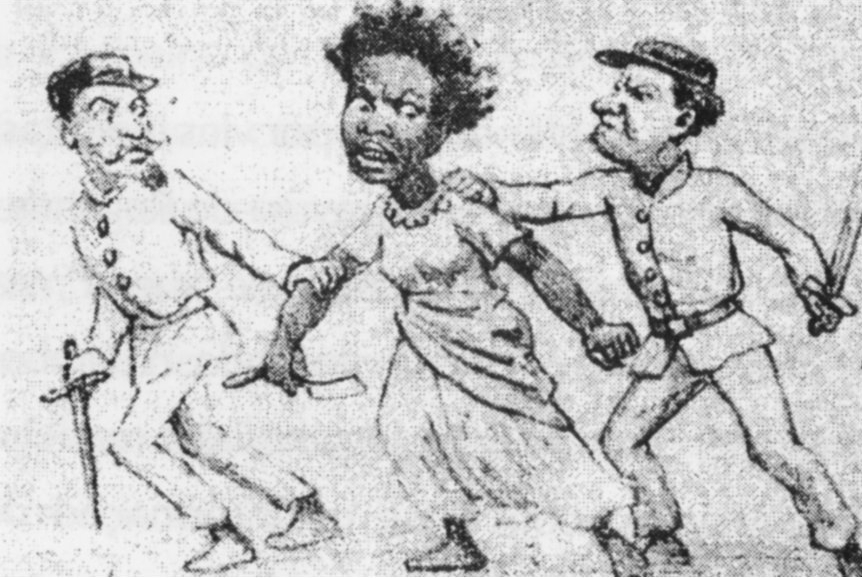
Capoeirista mulher com navalha, 1882

Em 1871, o chefe de polícia esclareceu o crescente problema da capoeira: ela não era ilegal; apenas lesões corporais, agressões ou homicídios cometidos por capoeiras constituíam crimes. Isso dificultava a ação legal, pois eles eram membros da Guarda Nacional, e não vadios, além de veteranos do exército e da marinha.
As batalhas de rua entre maltas eram extremamente brutais, marcadas pelo uso de todas as armas disponíveis, como cacetes e facas, frequentemente resultando em grande número de feridos. Em 1872, o chefe de polícia revelou que os grupos de capoeira, organizados por bairros com líderes específicos, não apenas competiam pelo controle entre si, mas também "matavam e mutilavam outros cidadãos inocentes".
Os Nagoas e os Guaiamuns eram usados, respectivamente, como forças de choque pelo Partido Conservador e pelo Partido Liberal. O recém-fundado Partido Republicano foi uma das raras forças políticas a se opor às maltas. Em 1872, capoeiras estiveram envolvidos nas eleições de agosto. O principal incidente político ocorreu em fevereiro de 1873, quando gangues de capoeira interromperam violentamente um encontro republicano, inspiradas pela declaração da república na Espanha. A República, em março de 1873, escreveu:

Isto é um reinado de terror: estamos nas mãos de bandidos. Os temores que expressamos quando vimos os eleitores cederem a esses ataques abusivos foram totalmente e tristemente confirmados.
Durante o carnaval, capoeiristas lideravam os blocos pelas ruas da cidade. Os infames capoeiras geralmente só eram vistos durante desfiles militares, onde se posicionavam à frente das tropas. Em 1878, Moraes Filho escreveu que os capoeiras se organizavam em grupos de 20 a 100 na frente das tropas e dos cortejos carnavalescos, "provocando desordem, correria, ferimentos". Em 27 de janeiro de 1878, a polícia prendeu uma grande gangue de capoeiras "que marchavam à frente da banda do 10º batalhão de infantaria". Na mesma noite, cem capoeiras foram presos.
Em 29 de janeiro de 1878, duas mulheres, Isabel e Ana, foram presas por "mostrarem sua perícia em capoeiragem".
Em 1881, a maioria dos capoeiras presos (60%) eram cidadãos livres (geralmente trabalhadores), contra 40% de escravizados. Em 1885, os brancos representavam pelo menos 22% dos presos, subindo para 33% em 1890; os negros somavam 36% e 30%, respectivamente, enquanto os demais não eram qualificados por cor.

### Formação da Guarda Negra
Em 13 de maio de 1888, a escravidão foi abolida no Brasil com a promulgação da Lei Áurea, assinada pela princesa Isabel. Imediatamente, o Império do Brasil formou a Guarda Negra, uma organização paramilitar secreta composta por ex-escravizados e capoeiristas. Seus membros juraram lealdade à princesa Isabel. O objetivo era garantir a sucessão de Isabel ao trono, em oposição ao crescente movimento republicano.
Os capoeiristas da Guarda Negra cometeram crimes violentos, interrompendo tanto reuniões privadas quanto públicas de republicanos. O maior ataque ocorreu em 30 de dezembro de 1888, durante um encontro republicano na Sociedade Ginástica Francesa. Quando Silva Jardim iniciou seu discurso, o local virou um campo de batalha, com muitos mortos e feridos. Em 15 de julho de 1889, o jornal Novidades descreveu um desses ataques:
Os capoeiras chegaram a atirar pedras nos republicanos em frente ao Congresso Brasileiro... O plano era atacar os republicanos pela frente e pela retaguarda simultaneamente... Porretes foram erguidos, navalhas balançadas e pedras voaram pelo ar... Muitos ficaram feridos. O pânico se espalhou pela cidade. A cavalaria chegou.

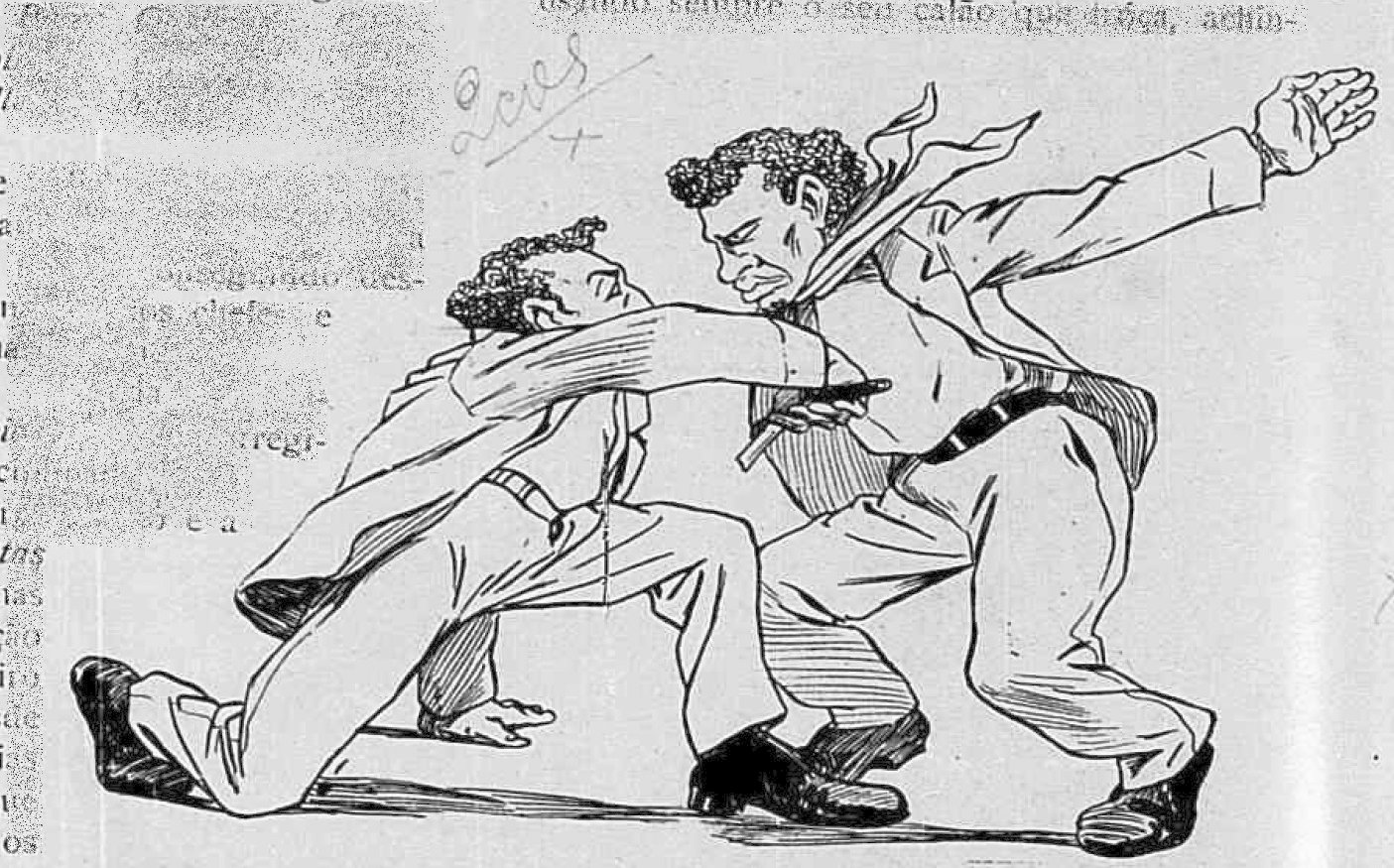
Capoeira carioca usando lamparina, golpe de navalha na artéria do pescoço da vítima, por Calixto, 1906.

Em 15 de novembro de 1889, foi proclamada a Primeira República Brasileira. Após o golpe, os republicanos implementaram medidas rígidas contra o crime organizado. O chefe de polícia Sampaio Ferraz preparou uma lista de capoeiristas proeminentes e iniciou prisões em massa. Em apenas uma semana, de 12 a 18 de dezembro de 1889, 111 capoeiras foram presos. Em 1890, a nova República decretou a proibição da capoeira em todo o país.

Praticar exercícios de agilidade e destreza corporal conhecidos por capoeiragem em ruas e praças públicas; correr com armas ou instrumentos capazes de causar dano corporal, incitar desordens ou tumultos, ameaçar pessoas determinadas ou indeterminadas, ou causar temor de dano:

Pena – prisão por dois a seis meses. Para os chefes ou cabeças, a pena será dobrada.— Código Penal dos Estados Unidos do Brasil (1890), Sobre vadios e capoeiras
Durante a proibição, qualquer pessoa flagrada praticando capoeira seria presa. As rodas de rua aparentemente desapareceram, embora restos pudessem ter sobrevivido em cortiços ou bairros operários. Em 10 de janeiro de 1890, no auge da repressão à capoeira, Pedro Murat Pilar, irmão de Luís Murat, secretário-geral do governador do Rio de Janeiro, foi preso sob acusação de capoeira.
Essa política teve sucesso em desmantelar as poderosas gangues de capoeira. Mas o fenômeno não desapareceu por completo. Durante a perseguição aos capoeiristas no Rio de Janeiro, muitos fugiram para São Paulo.

## Música

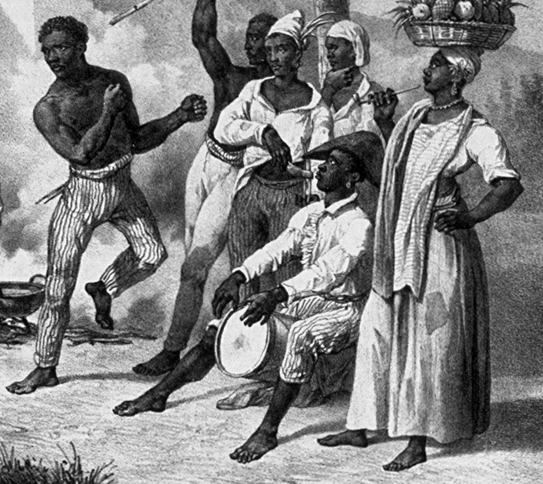
Jogando capoeira ao som de um tambor, c. 1823.

Até meados do século XIX, os tambores eram instrumentos musicais proeminentes na capoeira. No início do século XIX no Rio, a capoeira era descrita por viajantes como uma dança de guerra ao som de tambores ou palmas. Mais tarde, a música e os instrumentos musicais desapareceram.
Em 1818, João Angola foi preso por possuir um pequeno tambor em um encontro de capoeira. Tocar um tambor podia levar a punições severas, como em 5 de dezembro de 1820, quando Mathias Benguela, um escravo, recebeu 200 chibatadas por isso. Apesar das punições, o uso de tambores continuou. Uma ilustração de 1824 por Rugendas mostra um participante na roda tocando um tambor.
Em 1818, João Angola foi preso por possuir um pequeno tambor em um encontro de capoeira. Tocar um tambor podia levar a punições severas, como em 5 de dezembro de 1820, quando Mathias Benguela, um escravo, recebeu 200 chibatadas por isso. Apesar das punições, o uso de tambores continuou. Uma ilustração de 1824 por Rugendas mostra um participante na roda tocando um tambor.
Em 1833, o uso de tambores africanos no Rio de Janeiro foi proibido por lei. Devido ao tamanho do tambor, ele não podia ser escondido, o que levou à prática clandestina de percussão em locais remotos à noite. Para evitar prisões, os escravos utilizavam instrumentos improvisados, como peças de barro ou metal, conchas e pedras. A percussão que acompanhava a capoeira na cidade do Rio de Janeiro havia desaparecido por volta de meados do século.
Em 1859, o jornalista francês Charles Ribeyrolls descreveu o jogo de capoeira nas fazendas da província do Rio de Janeiro, "acompanhado pelo ritmo poderoso e militante do tambor Congo".
Em meados da década de 1860, Marcílio Dias foi preso no Rio por jogar capoeira diante de uma banda de músicos.

## Bibliografía
- Johnson, Paul Christopher (2002). Secrets, Gossip, and Gods: The Transformation of Brazilian Candomblé (em inglês). Oxford e Nova Iorque: Oxford University Press. ISBN 9780195150582
- Capoeira, Nestor (2002). Capoeira: Roots of the Dance-Fight-Game (em inglês). [S.l.]: Blue Snake Books. ISBN 978-1-58394-637-4
- Assunção, Matthias Röhrig (2002). Capoeira: The History of an Afro-Brazilian Martial Art (em inglês). [S.l.]: Routledge. ISBN 978-0-7146-8086-6
- Capoeira, Nestor (2007). The Little Capoeira Book (em inglês). [S.l.]: Blue Snake Books. ISBN 9781583941980
- Talmon-Chvaicer, Maya (2008). The Hidden History of Capoeira: A Collision of Cultures in the Brazilian Battle Dance (em inglês). [S.l.]: University of Texas Press. ISBN 978-0-292-71723-7
- Desch-Obi, Thomas J. (2008). Fighting for Honor: The History of African Martial Art Traditions in the Atlantic World (em inglês). [S.l.]: University of South Carolina Press. ISBN 978-1-57003-718-4
- Miranda, Clícea Maria Augusto (2011). Memórias e Histórias da Guarda Negra: verso e reverso de uma combativa organização de libertos. São Paulo, Brasil: [s.n.]